# 粉鴿
粉鴿（學名：Nesoenas mayeri），又名粉紅鴿，是毛里裘斯特有的一種鴿子，現時已經十分罕有。牠們於1991年處於滅絕的邊緣，只餘下10隻，但由於保育的工作，其數量已有所回升。國際自然保護聯盟亦於2000年將其狀況由極危下調至瀕危。

## 特徵

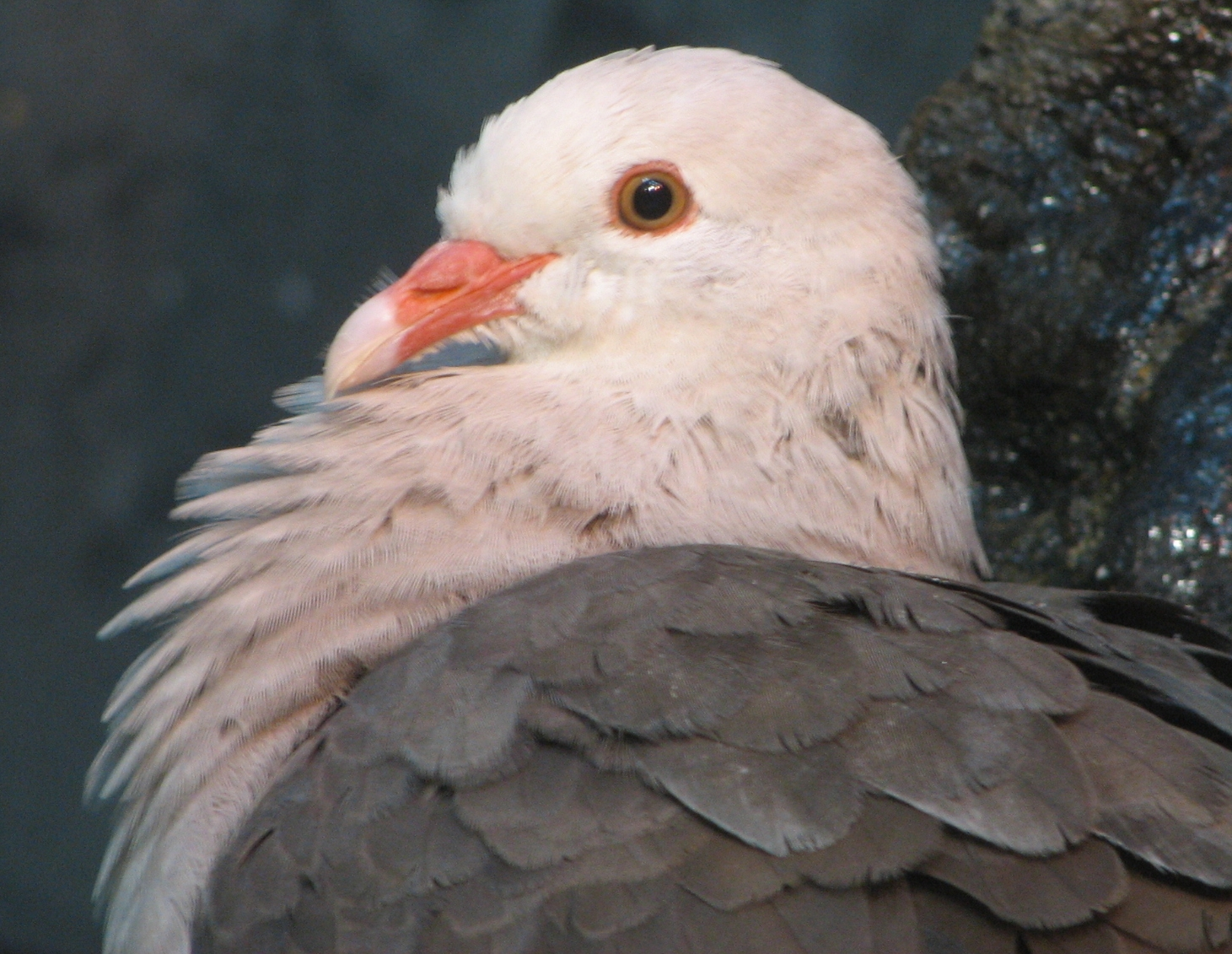
粉鴿的頭部。

成年粉鴿長約32厘米，重350克。牠們頭部及下身的羽毛呈粉紅色，腳及喙也是粉紅色的。雙翼呈深褐色，尾巴闊及呈紅褐色。眼睛呈深褐色，眼圈沒有羽毛而呈紅色。雛鴿的絨毛呈白色，未能看見。

## 分類
粉鴿最初分類為鴿屬中。不過，DNA分析顯示牠們最為接近馬島斑鳩，故被分類到斑鳩屬。後來又發現這兩個物種並不屬於斑鳩屬或鴿屬，故將之分類到新的粉紅鴿屬中。

## 分佈及棲息地
粉鴿只分佈在毛里裘斯的馬斯克林群島。牠們喜歡高地的常綠林，在海岸森林也有群落居住。但森林的破壞令牠們的數量大幅減少。

## 食性
粉鴿吃當地植物的芽、花朵、葉子、嫩枝、果實及種子，也會吃昆蟲。

## 繁殖
粉鴿的繁殖季節在8月至9月，但全年也可以繁殖。雄鴿會踏步及鞠躬來向雌鴿示愛。牠們一般都是一夫一妻制的。牠們的鳥巢很薄，並會劃附近的地區的地盤。雌鴿每次會生2隻蛋，鳥蛋呈白色，孵化期為2星期。雄鴿會在日間孵蛋，雌鴿則會在夜間或早上孵蛋。

## 數量
由於棲息地的破壞及入侵的掠食者，粉鴿於1991年就只餘下10隻。飼養及引入計劃令牠們的數量有所回升，到了2005年就有約360隻。 雄鳥的數量比雌鳥的多，原因是雄鳥的壽命較長。

## 外部連結
- BirdLife Species Factsheet
- Durrell Wildlife Conservation Trust